# Alfred Jahn (Verleger)
Robert Alfred Jahn, genannt „Der rote Jahn“, (* 14. Januar 1886 in Leipzig; † 25. Oktober 1976) war ein deutscher Verleger.

## Leben
Robert Alfred Jahn wurde als zweites von vier Kindern der Familie von Emilie Amalie Jahn, geborene Janche, und Karl August Jahn, geboren. Robert Alfred Jahn stammte aus einfachen Verhältnissen. Sein Vater war Handarbeiter und Feuer(wehr)mann in Leipzig. Als Autodidakt, wie er sich selbst bezeichnete, besuchte er die Volksschule in Leipzig. Er erlernte den Beruf des Buchhändlers beim Verlag L. Straakmann und stellte seine Arbeitskraft der Buchhandlungsgehilfensektion zur Verfügung. Alfred Jahn wurde arbeitslos, verdiente im Sommer sein Geld als Schwimmmeister und bekam eine Anstellung als Buchhändler in der „Leipziger Volkszeitung“.

## Frühe Jahre
Den Ersten Weltkrieg erlebte Alfred Jahn an der Ostfront. In seiner Kompanie gab es Auseinandersetzungen mit reaktionären Offizieren, die den klassenbewussten Arbeitern in Soldatenuniform unterlagen – es kam zur Verbrüderung mit russischen Soldaten. Seine Kameraden wählten Alfred Jahn in den Soldatenrat.

## Der Verleger Alfred Jahn
Nach der missglückten Revolution 1918 widmete sich Alfred Jahn ganz dem Verlegerberuf. Im Jahr 1910 gründete Alfred Jahn den Deutschen-Arbeiterbühnen-Verlag Alfred Jahn in Leipzig, welcher bis zum Jahr 1933 der bedeutendste Verlag für sozialistische Arbeiter-Dramen und -Singspiele in Deutschland war. Im Jahr 1919 bekam er mit Fritz Jubisch einen Freund und Genossen an seine Seite, der als Chefredakteur und Autor im Verlag als guter Geist fungierte. Alfred Jahn gehörte auch zu einer Vereinigung linksgerichteter Verleger in Leipzig und Berlin.
Neben seinem Verlagsgeschäft betrieb Alfred Jahn noch ein Versandgeschäft für Festartikelbedarf, das er unter dem Namen „Jahn, Streller & Co. und Heinrich Lintzmeyer“ in Leipzig in der Elisenstraße 30 führte. Aus dem Verkauf von Faschingshüten, Pappnasen und besonders auch Abzeichen mit Führern der Arbeiterbewegung wie Wladimir Iljitsch Lenin, Karl Liebknecht, Rosa Luxemburg finanzierte er den sozialistischen Sprechchor. In alljährlich im Januar stattfindenden LLL-Feiern wurden diese vertrieben. Weiterhin wurden Abzeichen mit Bildern von August Bebel und Ferdinand Lassalle verkauft, Parteiabzeichen der USPD und Festpostkarten, die sich Arbeiter an den Hut stecken konnten und so freien Eintritt zu den verschiedensten Feierlichkeiten erhielten. Durch diese Einnahmen wurden Laien-Spiel-Truppen mit Stücken und Schriftsteller mit Vorschüssen bei der Herausgabe ihrer Werke unterstützt.
Weiterhin nahm Alfred Jahn Bestände oder Teilbestände von insolventen linken Verlagen in sein Programm auf. Da wären zu nennen die Publikationen aus dem Verlag „Roter Türmer, Leipzig“ der von Max Schwimmer illustrierte Gedichtband des Autors Walter Steinbach „Rote Straßen“; aus dem Verlag „Rote Wölfe“; Bruno Vogels Antikriegsbuch „Es lebe der Krieg!“; aus dem „Arbeiterjugend-Verlag, Berlin“ die Reihe „Hamburger Liederblatt“; aus dem „Freidenker Verlag, Leipzig“ „Feiern und Feierstunden freidenkender Menschen“ von Theo Meyer; aus dem „Verlag Proletarische Tribüne“ das Stück „Wachtmeister Pieper“ von Ernst Preczang.
Alfred Jahn trat 1907 in die SPD ein und unterstützte deren Kulturpolitik im Sinne der Volksbühnenbewegung, nach der die Bühne vorrangig als Bildungsstätte und nicht als kämpferisches, revolutionäres Agitationsforum aufgefasst wurde. Alfred Jahn verlegte auch Stücke von Walter Troppenz „Der Holzwurm“ und nahm die ersten politischen Revuen in sein Verlagsprogramm auf. Insgesamt kamen in seiner Zeit 365 Verlagswerke und Musikstücke zusammen. Weitere Autoren, die auch teilweise unter Pseudonym veröffentlicht wurden, sind A. Auerbach, Max Barthel, K. Dühring, M. Eulenberg, Lobo Frank, K. Frei, Hans aus Sachsen, B. Jacoby, A. Kern, W. Kluge, H. Lewandowsky, A. Mosegaard, P. G. Raspe, Erich u. Felix Renker, O. Salter, J. Schönherr, H. Schönrock, P. Wille, B. Schönlank.
Alfred Jahn führte auch ein privates Diarium, in dem er die Anschriften und Pseudonyme seiner Autoren dokumentierte. Zur Charakterisierung verwendete er Abkürzungen:
I = Idee angekauft
IGW = Idee angekauft und ist Genosse
W = Werk angekauft
WWG = Werk angekauft und ist Genosse
Mit WWG waren die Namen E. H. Bethge alias Lobo Frank, Emil Hallup, Hans Otto Henel und Alfred Ernst alias Alfred Kern gekennzeichnet. Weiterhin wurden in seinem Diarium erwähnt: Alfred Döblin, Erich Mühsam, Friedrich Wolf, Ernst Toller und Georg W. Pijet.
Georg W. Pijet, seit 1925 Mitglied der KPD, war Funktionär des von Alfred Jahn mitbegründeten Arbeitertheater-Bundes und beteiligte sich dort an der Agitationsbewegung. Von 1928 bis 1931 leitete Pijet die Spielgruppe des Proletarischen Radiobundes. Pijet, der später auch als Hörspiel- und Jugendbuchautor bemerkenswerte Leistungen erbrachte, debütierte bei Alfred Jahn. In einem Brief an Wolfgang U. Schütte vom 20. März 1972 erinnert sich Pijet: „Im Jahre 1926 wurde ich Mitglied der Bezirksgruppe Berlin-Tiergarten des Deutschen Arbeiter-Theater-Bundes. Die Mitgliedschaft bestand aus Arbeitern, Angestellten und Kleingewerbetreibenden. Leiter dieser Gruppe war der Arbeiterfunktionär Fritz Thöns. … Ohne Jahns Unterstützung hätte ich keine Basis gehabt, um meine Stücke jemals publizieren zu können. … .“
Alfred Jahn verlegte folgende Stücke von Georg W. Pijet:
- „Kreuzer unter Rot“ Matrosentragödie, 1927
- „Die Kumpels“ Bergarbeiter-Drama, 1927
- „D-Zug CK 3“, Revolutionsdrama, 1928
- „Der Empörer“, Soziales Schauspiel, 1928
- „Das Mandat“, Deutsche Bürgerkomödie, 1928
- „Schlacht im Turm“, Revolutionsdrama, 1928
- „Die Zermalmten“, Tragödie, 1929
- „Verrat in der Nacht“, Schauspiel, 1931[3]

In den Jahren 1924 bis 1928 war Alfred Jahn Vorsitzender des Deutschen-Arbeiter-Theater-Bundes (DAThB). 1928 wurde der Vorsitz von Alfred Jahn durch einen Beschluss der Genossen von Arthur Pieck abgelöst. Der „DAThB“ förderte Arbeiterlaienbühnen, an denen Arbeiter für Arbeiter die Stücke aufführten, die Alfred Jahn verlegte. Alfred Jahnn erkannte, dass die Faschisten ihn „Abwirtschaften“ werden. Nach der Machtübernahme erkannte Alfred Jahn, dass es für ihn nur ein Ziel gab: Die Rettung seiner Bestände! Im Januar 1933 löste Alfred Jahn seinen Verlag auf und teilte dem Börsenverein der Deutschen Buchhändler lakonisch mit, dass sein Verlag Ende 1932 seine Tätigkeit eingestellt habe, Bestände seien nicht mehr vorhanden. In Wirklichkeit aber hatte Alfred Jahn einen Berg aus seiner Verlagsproduktion eingelagert. Mit Hilfe von Kollegen und Buchdruckern brachte Alfred Jahn seine Bestände in Sicherheit. Die Produktion wurde auf verschiedene Buchdruckereien in Leipzig aufgeteilt. In sein Lager baute er ein nicht erkennbares Zwischendeck ein und versteckte dort einen großen Teil seiner Schriften erfolgreich vor den Nazis. Bei mehreren Hausdurchsuchungen der SA blieben diese Lager unentdeckt. Leider sind zwei der Lager durch Bombenangriffe der Alliierten zerstört worden.
Alfred Jahn sage dazu später mal: „Durch meine Finte gelang es, meine sämtlichen Buchbestände und viel historischen Material, wie Abzeichen und Postkarten, über die Nazi-Zeit zu retten. Deutschlands finsterste Zeit war auch für mich als ehemaligen linken Verleger schwer zu ertragen: Haussuchungen, Beschlagnahme verschiedener Materialien, Verhöre auf der Polizeiwache. Mehrere Male hat die SA, der ich nach wie vor suspekt war, meine Räume durchsucht. Ich sage nicht Zuviel, wenn ich behaupte, es ging um Leben und Tod, denn hätten die Nazis nur einen Teil meines Materials gefunden, dann wäre mein Schicksal unweigerlich besiegelt gewesen.“
Insgesamt wurden 146 Kisten mit Material von Alfred Jahn in Leipzig versteckt. Im Jahr 1940 musste Alfred Jahn einen Teil seiner Schriften im Lager vernichten. Die Gefahr der Entdeckung war zu groß geworden. 1945, nach dem Einmarsch der sowjetischen Truppen in Leipzig, konnte Alfred Jahn mit kostbaren Geschenken den Sowjets aufwarten: Lenin-Abzeichen. Das Museum für Geschichte der Stadt Leipzig übernahm Festartikel, Laienspiele und Musikalien von Alfred Jahn in seine Bestände auf. Die Akademie der Künste der DDR Sektion „Arbeiterlied“ übernahm Musikalien von Alfred Jahn. Dort lag auch eine Tonaufnahme aus dem Jahr 1974 „Mein Weg als linksgerichteter Verleger“ die Alfred Jahn in Berlin aufgenommen hatte. Georg W. Pijet schrieb über Alfred Jahn: Er hat es verstanden, zu einem … „begehrten und notwendigen Mitkämpfer an der Seite der Arbeiterklasse“ … zu werden.

## Privates
Alfred Jahn leistete zwischen dem 11. Oktober 1906 und dem 23. Februar 1907 seinen Militärdienst in Dresden (2. Grenadierregiment 101) ab. Bis zum Jahr 1907 lebte er bei seinen Eltern. Am 7. März 1908 heiratete er Minna Ida Dietrich, Verkäuferin in der Bäckerei Liebald in Leipzig (* 8. Februar 1888 in Plagwitz, damals bei Leipzig; † 4. Mai 1964 ebenda). Zuletzt wohnte er in Leipzig an der Bernhard-Göring-Straße 30 im Hinterhaus. Robert Alfred Jahn starb als Witwer am 25. Oktober 1976 im Alter von 90 Jahren. Er arbeitete bis zu seinem Lebensende, sofern es sein Gesundheitszustand zuließ.